# Arsens Miskarovs
Arsens Miskarovs (ur. 3 marca 1961 w Jełgawie) – łotewski pływak. W barwach ZSRR trzykrotny medalista olimpijski z Moskwy.
Zawody w 1980 były jego jedynymi igrzyskami olimpijskimi. Specjalizował się w stylu klasycznym. W 1980, od nieobecność części sportowców, w tym amerykańskich pływaków, był drugi na dystansie 100 metrów i trzeci na 200 metrów stylem klasycznym, sięgnął po srebro w sztafecie w stylu zmiennym. Był srebrnym medalistą mistrzostw świata w 1978 (200 metrów żabką) oraz medalistą mistrzostw Europy w 1977 (srebro na 200 metrów żabką) i edycji tej imprezy w 1981 (srebro na 100 i 200 metrów żabką). Trzykrotnie zostawał mistrzem ZSRR – w 1977 i 1981 na dystansie 100 metrów stylem klasycznym, w 1978 na dystansie 200 metrów stylem klasycznym.